# Rumahoy
Rumahoy je pirate metalová hudební skupina založená ve skotském Auchtermuchty roku 2011. K roku 2024 sídlí v Ocracoke v Severní Karolíně a hraje v původní sestavě.
Rumahoy tvoří hudbu, která kombinuje prvky pirate metalu, folk metalu a power metalu. Jejich texty a scénická přítomnost se plně věnují pirátským tématům. Kromě hudby je charakteristickým prvkem Rumahoy jejich vizuální styl a scénická show. Členové kapely nosí kukly a oblékají se do pirátských kostýmů. Proslavila je jejich schopnost propojit metalovou hudbu s lehkostí a humorem pirátské tematiky.
Je spojována s kapelou Alestorm, se kterou často koncertuje. Christopher Bowes se i spolupodílel na několika jejich skladbách.

## Členové
- Captain Yarrface – zpěv (2011–současnost)
- Bootsman Walktheplank – kytara (2011–současnost)
- Swashbuckling Pete – bicí (2011–současnost)
- Cabin Boy Treasurequest – basová kytara (2011–současnost)

## Diskografie

### Demo verze
- Yarr Demo 2012 (2012)

### Kompilace
- Heritage Tales: The Very Best of Rumahoy (2013)

### Alba
- The Triumph of Piracy (2018)
- Time II: Party (2019)

### Singly
- Not Looking for Love (2022)